# Aufrechte Demokraten
Aufrechte Demokraten ist eine deutsche Briefmarkenserie, die in unregelmäßigen Abständen seit 2002 erscheint. Bisher sind erst sechs verschiedene Marken erschienen, die vorletzte 2019 und die letzte 2021. Auflage, Format und Briefmarkenkünstler sind von Ausgabe zu Ausgabe unterschiedlich.

## Ausgabeanlass
Die Serie ist ein Beitrag zur Geschichte der Bundesrepublik Deutschland und würdigt beispielhafte Persönlichkeiten, die sich mit Mut und Engagement für Freiheit und Demokratie eingesetzt haben.

## Liste der Marken
Legende
- Bild: Eine bearbeitete Abbildung der genannten Marke. Das Verhältnis der Größe der Briefmarken zueinander ist in diesem Artikel annähernd maßstabsgerecht dargestellt. Sollten keine Marken abgebildet sein, liegt es daran, dass das Urheberrecht des Künstlers noch nicht erloschen ist.
- Beschreibung: Eine Kurzbeschreibung des Motivs und/oder des Ausgabegrundes. Bei ausgegebenen Serien oder Blocks werden die zusammengehörigen Beschreibungen mit einer Markierung versehen eingerückt.
- Wert: Der Frankaturwert der einzelnen Marke in Eurocent. Ein „+“ bedeutet, dass es sich um eine Zuschlagsmarke handelt (= Frankaturwert + Spende).
- Ausgabedatum: Das Datum des erstmaligen Verkaufs dieser Briefmarke.
- Auflage: Soweit bekannt, wird hier die zum Verkauf angebotene Anzahl dieser Ausgabe angegeben.
- Entwurf: Soweit bekannt, wird hier angegeben, von wem der Entwurf dieser Marke stammt.
- Mi.-Nr.: Diese Briefmarke wird im Michel-Katalog unter der entsprechenden Nummer gelistet.

| Marken |                                                                                          |                  |                  |                                 |                                 |               |
| Bild   | Beschreibung                                                                             | Wert in Eurocent | Ausgabedatum     | Auflage                         | Entwurf                         | Mi.-Nr.       |
|        | 102. Geburtstag von Josef Felder                                                         | 56               | 8. August 2002   | 25.000.000                      | Gerd Aretz, Oliver Aretz        | 2273          |
|        | 125. Geburtstag von Andreas Hermes                                                       | 55               | 10. Juli 2003    | 19.000.000                      | Carsten Wolff                   | 2354          |
|        | 125. Geburtstag von Eugen Bolz                                                           | 45               | 9. November 2006 | 7.320.000 davon 105.000 auf ETB | Susanne Oesterlee               | 2571          |
|        | 100. Geburtstag von Claus Schenk Graf von Stauffenberg und Helmuth James Graf von Moltke | 55               | 1. März 2007     | 6.600.000 davon 105.000 auf ETB | Irmgard Hesse                   | 2590          |
|        | 51. Todestag von Fritz Bauer                                                             | 270              | 2. November 2019 | 3.391.300 davon 33.600 auf ETB  | Detlef Behr                     | 3502          |
|        | Briefmarkenblock – Robert Blum                                                           | 80               | 2. November 2021 | 1.815.500 davon 32.000 auf ETB  | Annette Le Fort und André Heers | Block 89 3637 |